# Grabels
Grabels este o comună în departamentul Hérault din sudul Franței. În 2009 avea o populație de 6.244 de locuitori.

## Evoluția populației
| An        | 1975  | 1982  | 1990  | 1999  | 2006  | 2009  |
| --------- | ----- | ----- | ----- | ----- | ----- | ----- |
| Populație | 1.537 | 2.527 | 3.130 | 5.438 | 5.906 | 6.244 |